# 物流テック
物流テック（ロジスティクステック）とは「物流×テクノロジー」によってモノの流れのIT化により、従来の商慣習を変えようという取り組み。
物流テックにはロボティクス、IoT、AI物流システム・物流サービスなど様々な領域がある。

## 概要
「物流」と「テクノロジー」を掛け合わせた造語で、物流×IT分野で活躍するスタートアップ、物流プラットフォーム運営企業などから生まれた新しい物流サービスを意味する。

## 背景
物流業界はモノの産業だが、本質的には「企業や人をモノでつなげるビジネス」であるため一昔前の技術力ではIT化が難しく、人の手による介入が必須であった。ITの目覚ましい発展で「物流テック」が登場し、煩雑な業務の大幅な効率化・自動化が加速。近年では金融業界における「FinTech（フィンテック）」に続き、「物流テック」のテクノロジー企業が続々とベンチャー・キャピタルなどからの出資を受けて急成長を遂げている。人の力に頼っていた業務を機械が肩代わりする「物流テック」は、物流業界のブレイクスルーとなるビジネス分野となっている。

## 市場規模
富士経済が2019年の調査によると、物流テック（ロボティクス、IoT、AI物流システム・物流サービス）の市場規模は2020年予測で約2兆5,000億円。国土交通省によれば、物流業界の市場規模は約24兆円であるため、物流業界全体の約10%が物流テックの占める市場規模。

## 物流テックの具体的な例
- 車両管理の電子化やトラック輸送者向け配車支援

車両管理は、輸送に使われるトラックなどの車両の情報を電子化し、一括管理する物流テック。基本契約情報管理やリース契約管理、経費管理等業務などがある。
- 専用ロボットやドローンによる倉庫管理

ロボティクス分野は倉庫内のピッキングや倉庫管理などを自動で行うロボット機器を扱い、倉庫専用のロボットやドローンによって、倉庫内の面倒な業務や危険な作業を効率化・自動化する。
- 道路状況に合わせた配送ルートの効率化

複数台のトラックを管理し、積荷や配送ルートを自動で最適化してくれるシステム。「配送計画システム」は、それらのすべてを考慮した上で、自動で配送計画を算出。物流向けソリューションを株式会社モノフルは、配車計画を容易に作成できる「配車プラス」などがある。

## 物流テック関連企業への投資を行う主な企業
- ヤマトホールディングス

独立系ベンチャーキャピタルのグローバル・ブレインと手を組み、コーポレートベンチャーキャピタル（CVC）の「KURONEKO Innovation Fund」を立ち上げた。
- 日本GLP(モノフル)

物流不動産プロバイダー最大手の日本GLPの子会社モノフルにおいて、三井物産・豊田自動織機と共にプラスオートメーション社の設立や、エアークローゼットなど複数の物流テック企業へ出資している。